# Linopherus ambigua
Linopherus ambigua är en ringmaskart som först beskrevs av Monro 1933.  Linopherus ambigua ingår i släktet Linopherus och familjen Amphinomidae.
Artens utbredningsområde är Mexikanska golfen. Inga underarter finns listade i Catalogue of Life.